# Sekou Sylla
Sekou Oumar Sylla (Schiedam, 9 gennaio 1999) è un calciatore olandese naturalizzato guineano, difensore dell'ADO Den Haag e della nazionale guineana.

## Carriera

### Club
Il 7 gennaio 2022 ha firmato un contratto per un anno e mezzo con opzione di rinnovo per un altro anno con il Cambuur, formazione dell'Eredivisie; il 22 gennaio successivo ha debuttato in campionato, giocando l'incontro pareggiato per 0-0 contro l'AZ Alkmaar, mentre l'11 maggio successivo ha trovato la sua prima rete in campionato, aprendo le marcature nell'incontro pareggiato per 1-1 contro il Willem II.

### Nazionale
Nato nei Paesi Bassi da genitori guineani, il 25 marzo 2022 ha esordito con la nazionale guineana, giocando l'amichevole pareggiata per 0-0 contro il Sudafrica, subentrando all'83' ad Aguibou Camara.
Nel 2023 ha partecipato alla Coppa d'Africa.

## Statistiche

### Presenze e reti nei club
Statistiche aggiornate al 12 maggio 2022.
| Stagione                   | Squadra                    | Campionato                 | Campionato | Campionato | Coppe nazionali | Coppe nazionali | Coppe nazionali | Coppe continentali | Coppe continentali | Coppe continentali | Altre coppe | Altre coppe | Altre coppe | Totale | Totale |
| Stagione                   | Squadra                    | Comp                       | Pres       | Reti       | Comp            | Pres            | Reti            | Comp               | Pres               | Reti               | Comp        | Pres        | Reti        | Pres   | Reti   |
| -------------------------- | -------------------------- | -------------------------- | ---------- | ---------- | --------------- | --------------- | --------------- | ------------------ | ------------------ | ------------------ | ----------- | ----------- | ----------- | ------ | ------ |
| mag. 2018                  | Excelsior Maassluis        | 2D                         | 2          | 0          | CO              | -               | -               |                    | -                  | -                  |             | -           | -           | 2      | 0      |
| 2018-2019                  | Excelsior Maassluis        | 2D                         | 31         | 4          | CO              | 2               | 1               |                    | -                  | -                  |             | -           | -           | 33     | 5      |
| 2019-2020                  | Excelsior Maassluis        | 2D                         | 24         | 4          | CO              | 1               | 0               |                    | -                  | -                  |             | -           | -           | 25     | 4      |
| 2020-2021                  | Excelsior Maassluis        | 2D                         | 5          | 0          | CO              | 1               | 0               |                    | -                  | -                  |             | -           | -           | 6      | 0      |
| Totale Excelsior Maassluis | Totale Excelsior Maassluis | Totale Excelsior Maassluis | 62         | 8          |                 | 4               | 1               |                    | -                  | -                  |             | -           | -           | 66     | 9      |
| 2021-gen. 2022             | TOP Oss                    | EED                        | 8          | 0          | CO              | 1               | 0               |                    | -                  | -                  |             | -           | -           | 9      | 0      |
| gen.-giu. 2022             | Cambuur                    | ED                         | 4          | 1          | CO              | -               | -               |                    | -                  | -                  |             | -           | -           | 4      | 1      |
| Totale carriera            | Totale carriera            | Totale carriera            | 74         | 9          |                 | 5               | 1               |                    | -                  | -                  |             | -           | -           | 79     | 10     |

### Cronologia presenze e reti in nazionale
| Cronologia completa delle presenze e delle reti in nazionale ― Guinea | Cronologia completa delle presenze e delle reti in nazionale ― Guinea | Cronologia completa delle presenze e delle reti in nazionale ― Guinea | Cronologia completa delle presenze e delle reti in nazionale ― Guinea | Cronologia completa delle presenze e delle reti in nazionale ― Guinea | Cronologia completa delle presenze e delle reti in nazionale ― Guinea | Cronologia completa delle presenze e delle reti in nazionale ― Guinea | Cronologia completa delle presenze e delle reti in nazionale ― Guinea |
| Data                                                                  | Città                                                                 | In casa                                                               | Risultato                                                             | Ospiti                                                                | Competizione                                                          | Reti                                                                  | Note                                                                  |
| --------------------------------------------------------------------- | --------------------------------------------------------------------- | --------------------------------------------------------------------- | --------------------------------------------------------------------- | --------------------------------------------------------------------- | --------------------------------------------------------------------- | --------------------------------------------------------------------- | --------------------------------------------------------------------- |
| 25-3-2022                                                             | Courtrai                                                              | Sudafrica                                                             | 0 – 0                                                                 | Guinea                                                                | Amichevole                                                            | -                                                                     | 83’                                                                   |
| 9-6-2022                                                              | Conakry                                                               | Guinea                                                                | 1 – 0                                                                 | Malawi                                                                | Qual. Coppa d'Africa 2023                                             | -                                                                     |                                                                       |
| 13-10-2023                                                            | Setúbal                                                               | Guinea                                                                | 1 – 0                                                                 | Guinea-Bissau                                                         | Amichevole                                                            | -                                                                     | 80’                                                                   |
| 17-10-2023                                                            | São João da Venda                                                     | Guinea                                                                | 1 – 1                                                                 | Gabon                                                                 | Amichevole                                                            | -                                                                     | 46’                                                                   |
| 17-11-2023                                                            | Berkane                                                               | Guinea                                                                | 2 – 1                                                                 | Uganda                                                                | Qual. Mondiali 2026                                                   | -                                                                     |                                                                       |
| 21-11-2023                                                            | Francistown                                                           | Botswana                                                              | 1 – 0                                                                 | Guinea                                                                | Qual. Mondiali 2026                                                   | -                                                                     |                                                                       |
| 8-1-2024                                                              | Abu Dhabi                                                             | Guinea                                                                | 2 – 0                                                                 | Nigeria                                                               | Amichevole                                                            | -                                                                     |                                                                       |
| 15-1-2024                                                             | Yamoussoukro                                                          | Camerun                                                               | 1 – 1                                                                 | Guinea                                                                | Coppa d'Africa 2023 - 1º turno                                        | -                                                                     |                                                                       |
| 19-1-2024                                                             | Yamoussoukro                                                          | Guinea                                                                | 1 – 0                                                                 | Gambia                                                                | Coppa d'Africa 2023 - 1º turno                                        | -                                                                     | 77’                                                                   |
| 28-1-2024                                                             | Abidjan                                                               | Guinea Equatoriale                                                    | 0 – 1                                                                 | Guinea                                                                | Coppa d'Africa 2023 - Ottavi di finale                                | -                                                                     | 79’                                                                   |
| 2-2-2024                                                              | Abidjan                                                               | RD del Congo                                                          | 3 – 1                                                                 | Guinea                                                                | Coppa d'Africa 2023 - Quarti di finale                                | -                                                                     | 59’                                                                   |
| 10-6-2024                                                             | El Jadida                                                             | Guinea                                                                | 0 – 1                                                                 | Mozambico                                                             | Qual. Mondiali 2026                                                   | -                                                                     | 65’                                                                   |
| 6-9-2024                                                              | Kinshasa                                                              | RD del Congo                                                          | 1 – 0                                                                 | Guinea                                                                | Qual. Coppa d'Africa 2025                                             | -                                                                     |                                                                       |
| 10-9-2024                                                             | Yamoussoukro                                                          | Guinea                                                                | 1 – 2                                                                 | Tanzania                                                              | Qual. Coppa d'Africa 2025                                             | -                                                                     | 52’                                                                   |
| 25-3-2025                                                             | Kampala                                                               | Uganda                                                                | 1 – 0                                                                 | Guinea                                                                | Qual. Mondiali 2026                                                   | -                                                                     | 75’                                                                   |
| Totale                                                                |                                                                       | Presenze                                                              | 15                                                                    |                                                                       | Reti                                                                  | 0                                                                     |                                                                       |